# Dianne Holum
Dianne Holum, née le 19 mai 1951 à Chicago, est une patineuse de vitesse américaine notamment quatre fois médaillée olympique.

## Biographie

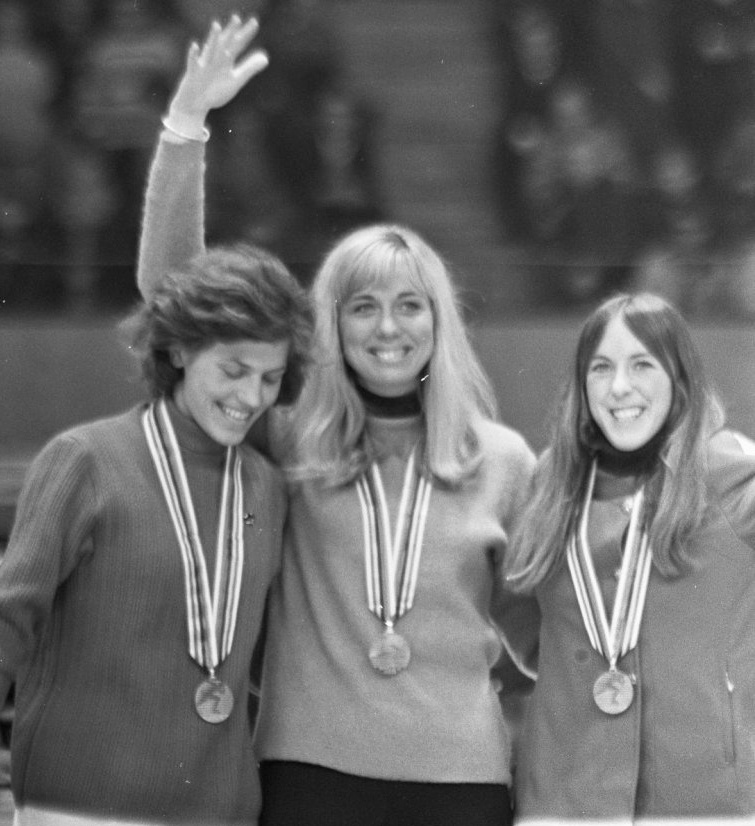
De gauche à droite, Lyudmila Titova, Carry Geijssen et Dianne Holum aux Jeux olympiques de 1968

En 1966, Dianne Holum devient la plus jeune athlète à participer aux Championnats du monde. Aux Jeux olympiques d'hiver de 1968 organisés à Grenoble en France, elle est deux fois médaillée : elle remporte l'argent sur 500 et le bronze sur 1 000 mètres.  Aux Jeux de 1972, à Sapporo au Japon, concourant sur des plus longues distances, elle gagne à nouveau deux médailles : l'or sur 1 500 et l'argent sur 3 000 mètres. Elle remporte également quatre médailles aux Championnats du monde. Après sa carrière, elle devient entraîneur.

## Palmarès
| Championships                         | Or'            | Argent                      | Bronze         |
| Jeux olympiques                       | 1972 (1 500 m) | 1968 (500 m) 1972 (3 000 m) | 1968 (1 000 m) |
| Championnats du monde toutes épreuves | –              | –                           | 1967 1972      |
| Championnats du monde de sprint       | –              | 1972                        | 1971           |

## Records personnels
| Distance     | Temps         | Année |
| ------------ | ------------- | ----- |
| 500 mètres   | 43 s 59       | 1972  |
| 1 000 mètres | 1 min 28 s 7  | 1972  |
| 1 500 mètres | 2 min 18 s 51 | 1972  |
| 3 000 mètres | 4 min 57 s 9  | 1972  |